# 拱坝

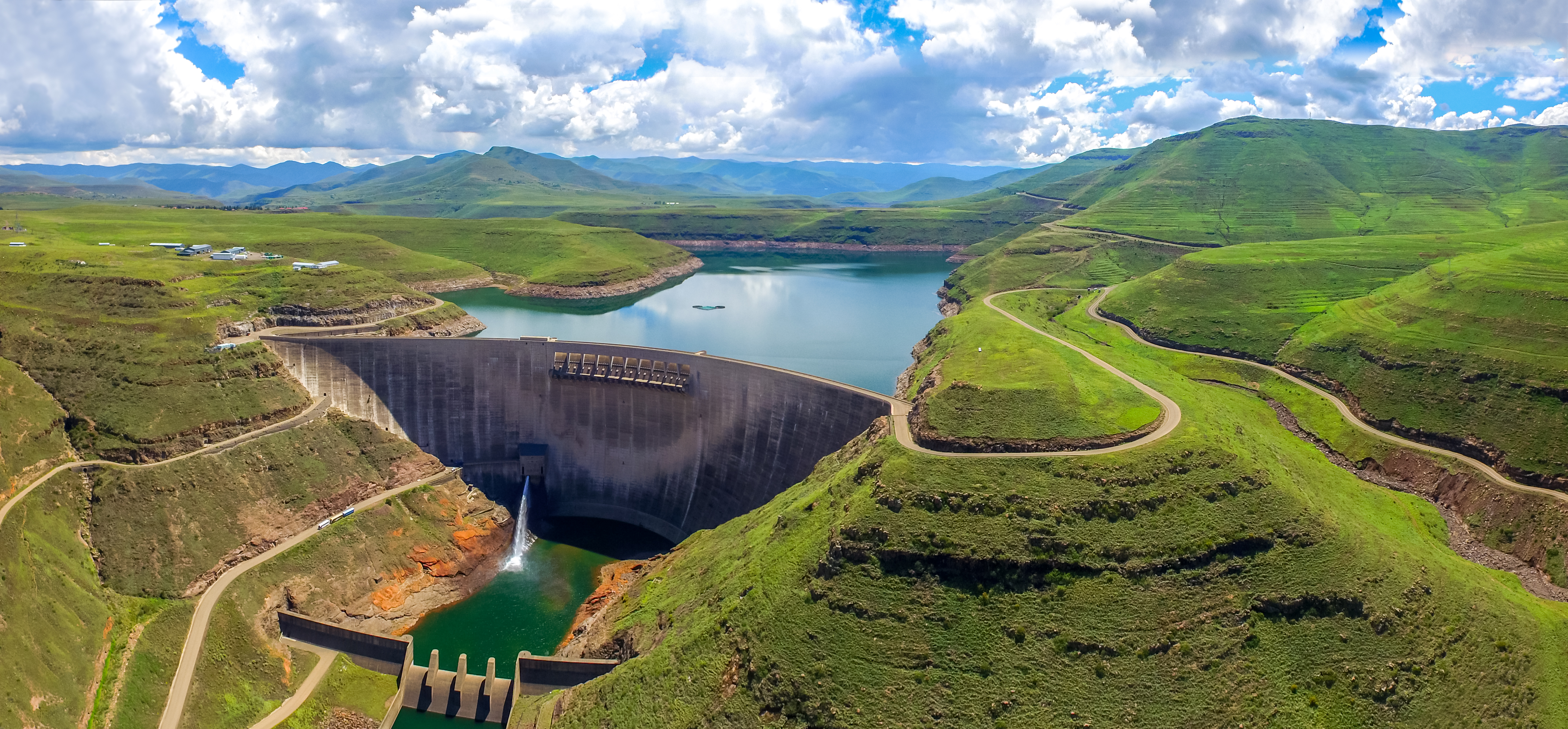
卡采大坝（Katse Dam），莱索托的185米高的混凝土拱坝。

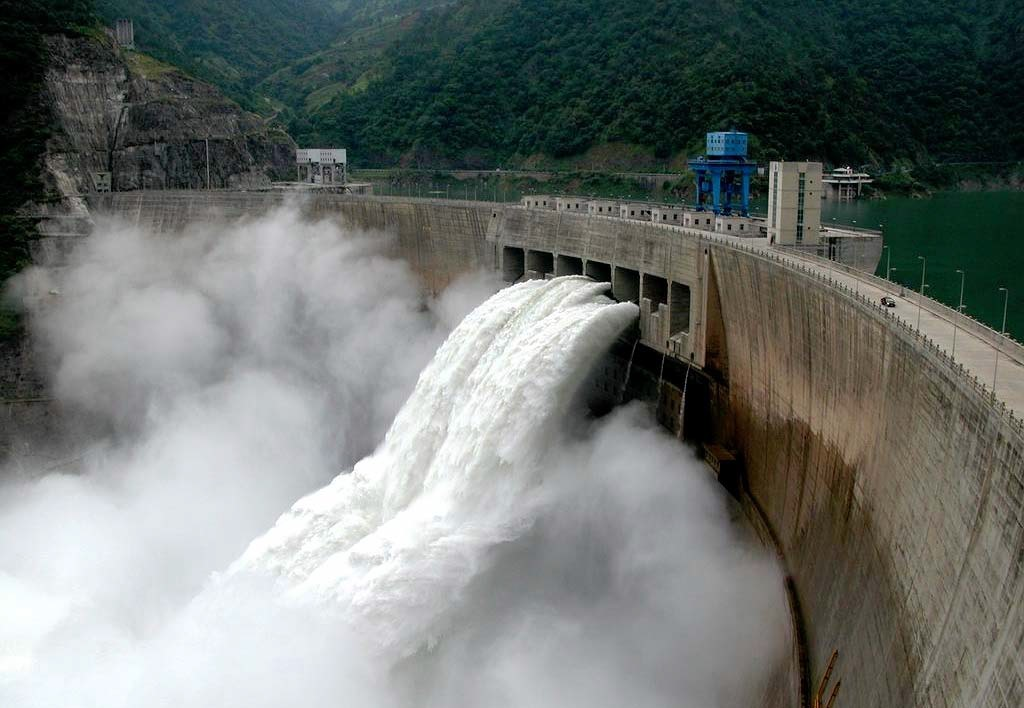
二滩大坝，中国20世纪建成的最大水电站的240米高双曲拱坝。

拱坝（英語：arch dam）是在平面上向河流上游方向弯曲的混凝土水坝。水压通过拱形结构传递给两岸基岩，坝体结构因此被压缩并加强。拱坝适合建造在拥有稳定岩石峭壁的峡谷中，以支持其结构和应力。拱坝比任何其它坝型都更薄，可以大为节省建筑材料，因此在偏远地区更经济实用。

## 拱坝的分类
大体上拱坝依基础厚度与结构高度的比值（b/h）分为：
- 薄坝，b/h小于0.2；
- 中厚坝，b/h在0.2至0.3之间；
- 厚坝，b/h超过0.3。

拱坝依其结构高度可分为：
- 矮坝，100英尺以内；
- 中高坝，100至300英尺；
- 高坝，超过300英尺。

## 历史
拱坝发展史始于公元前1世纪的古罗马，在一些设计和技术被发展之后，在20世纪达到了相对稳定的阶段。第一座已知的拱坝格拉努姆坝（Glanum Dam），也称博姆谷坝（Vallon de Baume dam），由古罗马人于公元前1世纪在法国建造。大约12米高、18米长。曲率半径约14米，由两堵石墙组成。古罗马人建造它来为附近的格拉诺城提供水源。
葡萄牙的蒙蒂诺沃坝（Monte Novo Dam）是由古罗马人于公元300年建造的另一座早期拱坝。5.7米高、52米长，曲率半径19米。拱形的两端与两堵翼墙相连，其后由扶墙支持。大坝包含2个驱动石磨的出水口。
达拉坝是古罗马人建造的又一座拱坝，历史学家普罗科匹厄斯对其设计如此记载：“这道屏障并未沿着直线建造，而是弯曲成新月的形状，也许能够提供更大力量来抵消河流的推力。”